# Neuwirthshaus (Thurnau)
Neuwirthshaus ist ein Gemeindeteil des Marktes Thurnau im Landkreis Kulmbach (Oberfranken, Bayern). Neuwirthshaus liegt in der Gemarkung Limmersdorf III.

## Geographie
Die Einöde liegt am Rande eines Hochplateaus, das gegen Süden abfällt (die sogenannte Forstleithe). Dort befindet sich die Fürst, ein Teil des Limmersdorfer Forstes. Die Staatsstraße 2189 führt nach Thurnau (2 km westlich) bzw. nach Unterobsang (4,5 km östlich). Auf halbem Wege in Richtung Thurnau gibt es eine Abzweigung zur Anschlussstelle 23 der Bundesautobahn 70. Eine Gemeindeverbindungsstraße führt nach Hörlinreuth (1 km nördlich).

## Geschichte
Der Ort wurde 1724 als „Neues Wirtshaus“ erstmals urkundlich erwähnt. Es handelt sich wahrscheinlich um eine Ausbausiedlung. Das Anwesen befand sich an der Grenze zur Herrschaft Thurnau.
Gegen Ende des 18. Jahrhunderts gehörte die Neuwirthshaus zu Forstleithen. Es hatte das Kastenamt Kulmbach als Grundherrn. Unter der preußischen Verwaltung (1792–1806) des Fürstentums Bayreuth erhielt Neuwirthshaus bei der Vergabe der Hausnummern die Nr. 7 des Ortes Forstleithen.
Von 1797 bis 1810 unterstand der Ort dem Justiz- und Kammeramt Sanspareil. Mit dem Gemeindeedikt wurde Neuwirthshaus 1812 dem Steuerdistrikt Limmersdorf und 1818 der provisorischen Ruralgemeinde Forstleithen zugewiesen. 1819 erfolgte deren Eingliederung in die Ruralgemeinde Kasendorf, 1856 wurden die Orte an die Ruralgemeinde Limmersdorf überwiesen. Am 1. Mai 1978 wurde diese im Zuge der Gebietsreform in Bayern in den Markt Thurnau eingegliedert.

### Baudenkmal
- Grenzsteine

### Einwohnerentwicklung
| Jahr      | 001818 | 001861 | 001871 | 001885 | 001900 | 001925 | 001950 | 001961 | 001970 | 001987 |
| Einwohner | *      | 8      | 7      | 6      | 4      | 5      | 6      | 5      | 5      | 3      |
| Häuser    | *      |        |        | 1      | 1      | 1      | 1      | 1      | 1      | 1      |
| Quelle    | [ 8 ]  | [ 11 ] | [ 12 ] | [ 13 ] | [ 14 ] | [ 15 ] | [ 16 ] | [ 17 ] | [ 18 ] | [ 1 ]  |

## Religion
Der Ort ist evangelisch-lutherisch geprägt und war ursprünglich nach St. Johannes der Täufer (Limmersdorf) gepfarrt, seit dem 19. Jahrhundert ist die Pfarrei St. Johannes der Täufer (Hutschdorf) zuständig.